# Cantando como yo canto - INTImo 2
Cantando como yo canto - INTImo 2 è il secondo album in studio del musicista ecuadoriano Max Berrú, pubblicato nel 2010.

## Descrizione
Pubblicato dall'etichetta cilena Alerce nel 2010 anche questo disco come il precedente album in studio, Íntimo, contiene una selezione di canzoni centro-sudamericane tra le più amate da Max Berrú reinterpretate con l'aiuto di svariati musicisti sotto la direzione artistica di Raúl Céspedes.
Lo joropo venezuelano Carmentea è eseguito insieme agli Inti-Illimani e vede alla voce Jorge Coulón. La ranchera messicana No volveré è cantata insieme a Miguel Angel Pellao. La zamba Yo no canto por vos è cantata con Carmen Prieto. Il vals peruviano Alma corazón y vida è cantata insieme con El Macha. Son de la loma - El cantante mentiroso sono cantate insieme a Enrique Blanco. Il sanjuanito ecuadoriano Cantando como yo canto è eseguito insieme alla Banda Conmoción.
La dodicesima traccia, El arado (indicata sulla copertina del disco come bonus track), è eseguita dagli Inti-Illimani (con la voce solista di Max Berrú) ed è tratta dal disco Inti-Illimani 4 - Hacia la libertad del 1975.

## Tracce
1. Romantico Quito mío – 2:26 (C.Baquero)
2. No volveré – 3:35 (M.Esperón, E.Cortázar)
3. Yo no canto por vos – 3:56 (A.Zitarroza)
4. Alma corazón y vida – 4:25 (A.Flores-Alván)
5. Carmentea – 3:36 (M.A.Martín)
6. Perdón – 4:22 (P.Flores)
7. Renunciación – 3:03 (A.Valdéz Herrera)
8. Son de la loma - El cantante mentiroso – 4:39 (M.Matamoros, P.Leiva)
9. En mi viejo San Juan – 4:22 (N.Estrada)
10. Tu también te vas – 2:44 (J.A.Jiménez)
11. Cantando como yo canto – 3:04 (J.G.Salinas)
12. El arado – 4:53 (V.Jara)